# Готфрид Бьом
Готфрид Бьом (на немски: Gottfried Böhm) е германски архитект. Носител на наградата „Прицкер“ (1986).

## Биография
Роден е на 23 януари 1920 г. в Офенбах на Майн в семейство на архитекти. Баща му, Доминикус Бьом, е известен с построяването на множество църкви, пръснати из цяла Германия. През 1938 г. завършва апостолическата гимназия в Кьолн. През 1939 г. семейството на родителите му се премества от Кьолн обратно в родния му град, където Доминик Бьом продължава своята архитектурна практика. През същата година Готфрид е призован в армията. Поради нараняване на крака в Русия през 1942 г. той е освободен от военна служба. От 1942 до 1947 г. следва в Техническия университет в Мюнхен и паралелно с това скулптура в академията в същия град (следването в художествената академия е първото му желание).
От 1947 г. работи в архитектурното бюро на баща си, което оглавява след смъртта му през 1955 г. През тези години работи усилено към проекта за възстановяване на Кьолн. Първата самостоятелна сграда на Готфрид Бьом е параклисът на Богородица върху руините на разрушената църква „Св. Колумба“ през 1947 г.
През 1951 г. е на шестмесечна специализация в Ню Йорк. В САЩ се запознава лично с двама архитекти, които се превръщат в най-голямото му вдъхновение – Лудвиг Мис ван дер Рое и Валтер Гропиус.
През 1963 г. е избран за професор в Рейнско-Вестфалския технически университет на Аахен. През 1976 г. става член на Германската академия за градоустройство и планиране.
Почетен доктор на Техническия университет в Мюнхен (1985). През 1986 г. е отличен с наградата „Прицкер“ за цялостно творчество.
През 1991 г. получава почетно членство в Кралския институт на британските архитекти в Лондон.
През 2006 г. Германският архитектурен музей във Франкфурт създава ретроспективата „Скали от бетон и стъкло“ с чертежите и ескизите на Доменикус и Готфрид Бьом.
След оттеглянето му от активна работа архитектурното му бюро в Кьолн се ръководи от тримата му сина – Щефан, Петер и Паул Бьом.
На 21 ноември 2010 г. някогашната енорийска църква „Св. Урсула“ в Хюрт е преименувана в негова чест в „Параклис Бьом“.

## Забележителни сгради
- 1947–1950 – Църква „Св. Колумба“ в Кьолн
- 1962–1969 – Кметство на Бенсберг
- 1968–1972 – Църква на пилигримите „Св. Богородица“ във Фелберт
- 1968–1970 – Църква „Възкресение Христово“ в Кьолн

- Църква „Св. Хилдегард“ в Зулцбах (1952–1955)
- Църква „Св. Анна“ в Хемерн (1957–1965)
- Църква „Св. Хуберт“ в Аахен (1961–1964)
- Църква на пилигримите „Св. Богородица“ във Фелберт (тогава Невигес) (1961–1973)
- Кметство на Бенсберг (1962–1976)
- Детска градина „Херман Йозеф“ в Кьолн (1967–1974, разрушена 2007)
- Църква „Възкресение Христово“ в Кьолн (1967–1970)
- Министерство на статистиката на Северен Рейн-Вестфалия в Дюселдорф (1972–1975)
- Пешеходен мост в Нойлусхайм (1986–1987)
- Университетска библиотека в Манхайм (1986–1989)
- Кметство на Кьолн (1986–1992)
- Магазин „Peek&Cloppenburg“ в Берлин (1992–1995)

## За него
- Gottfried Böhm. Vorträge, Bauten, Projekte. Herausgegeben von Svetlozar Raèv. Karl Krämer Verlag, Stuttgart 1988, ISBN 3-7828-1604-8
- Gottfried Böhm. Bauten und Projekte. Auszug aus den Jahren 1985–2000 Wasmuth Verlag, Tübingen, Berlin 2001, ISBN 3-8030-0610-4
- Böhm. Väter und Söhne. Kerver Verlag, Bielefeld, ISBN 3-924639-33-7
- Wolfgang Voigt (Hrsg.), Felsen aus Beton und Glas, Katalog zur Ausstellung des DAM, Jovis Verlag, Berlin 2006
- Ulrich Weisner, Neue Architektur im Detail. Heinz Bienefeld, Gottfried Böhm, Karljosef Schattner. Karl Kerber Verlag, Bielefeld 1989, ISBN 3-924639-09-4.

## Документален филм
- Die Böhms – Architektur einer Familie, режисьор Maurizius Staerkle-Drux, 2014.